# Jelec (město)
Jelec (rusky Еле́ц) je město v Lipecké oblasti v Rusku. Při sčítání lidu v roce 2010 měl přes 108 tisíc obyvatel.

## Poloha
Jelec leží na řece Bystré Sosně, pravém přítoku Donu. Od Lipecka, správního střediska celé oblasti, je vzdálen 80 kilometrů na západ, od Moskvy 350 kilometrů na jihovýchod. Jelci nejbližší město je Zadonsk ležící 37 kilometrů na jihovýchod.

### Doprava
Jelec má železniční spojení do Moskvy, Lipecku, Orlu a Rostova.

## Dějiny
První zmínka o Jelci je z roku 1146, kdy byl pevnostním městem. V roce 1239 jej vyplenili Mongolové, v roce 1316 opět Mongolové pod vedením Uzbeka, v roce 1395 Mongolové pod vedením Tamerlána a v roce 1414 Tataři.
V roce 1483 se Jelec stal součástí moskevského velkoknížectví a místní Rurikovci poddanými Ivana III. V roce 1591 pozvedl upadající město Boris Godunov, když zde znovu založil pevnost.
V roce 1618 dobyla město armáda dvaceti tisíc kozáků pod vedením Petra Konaševyče-Sahajdačného, která byla ve spojenectví s polským Vladislavem IV. Kozáci po dobytí poničili značnou část opevnění.
V devatenáctém století se Jelec stal oblastním obchodním střediskem a kvetlo zde zejména krajkářství. V letech 1845-1889 byla postavena podle návrhu Konstantina Andrejeviče Tona katedrála, která ve městě stojí dodnes.
Za druhé světové války byl Jelec od 4. do 9. prosince 1941 okupován německou armádou.
24. června 2023 bylo město krátce obsazeno vzbouřenými žoldnéři Wagnerovy skupiny, postupujícími na Moskvu po dálnici M4.

### Rodáci
- Dmitrij Nikolajevič Jegorov (1878–1931) – historik
- Tichon Nikolajevič Chrennikov (1913–2007) – skladatel